# Décembre 1832
Cette page présente les faits marquants du mois de décembre 1832.

## Événements
- 3 décembre :
  - La Chambre des Communes est dissoute.
  - France : Le Roi s'amuse paraît chez Renduel.

- 10 décembre, France : par décret, le ministre d'Argout transforme en interdiction la suspension du Roi s’amuse.

- 15 décembre, France : dissolution de la « Société des Amis du Peuple ».

- 17 décembre, France : nouvelle édition, augmentée des trois chapitres « retrouvés », chez Renduel, de Notre-Dame de Paris.

- 19 décembre, France : devant le tribunal de commerce, procès de Victor Hugo contre la Comédie-Française. Victor Hugo ajoute sa plaidoirie (fortement politique) à celle d'Odilon Barrot, son avocat.

- 23 décembre, France :
  - capitulation de la citadelle d’Anvers, que la France remet aux Belges;
  - Victor Hugo écrit au comte d'Argout qu'il renonce à la pension de 2 000 francs qui lui avait été attribuée en 1823 et était payée sur les fonds du ministère de l'Intérieur.

- 29 décembre, France :
  - Chateaubriand lance son Mémoire sur la captivité de Mme la duchesse de Berry : « Madame, votre fils est mon roi ».
  - Victor Hugo et Harel signent un traité pour la représentation, au Théâtre de la Porte-Saint-Martin, de Lucrèce Borgia.

## Naissances
- 9 décembre : Adalbert Krüger (mort en 1896), astronome allemand.
- 12 décembre : Ludwig Sylow (mort en 1918), mathématicien norvégien.
- 15 décembre : Gustave Eiffel, ingénieur français († 1923).
- 16 décembre : Wilhelm Foerster (mort en 1921), astronome allemand.
- 26 décembre : Jean-Baptiste Rames (mort en 1894), géologue et archéologue français.
- 30 décembre : Antoine Révillon, journaliste, écrivain et homme politique français.

## Décès
- 8 décembre : Victor Jacquemont (né en 1801), naturaliste et explorateur français.
- 29 décembre :
  - Isabelle de Montolieu, écrivain suisse (° 1751).
  - Étienne François Sallé de Chou, homme politique français, député du Berry aux États généraux de 1789. (° 9 mars 1754).
- 30 décembre : Louis Évain, militaire français naturalisé belge où il devient ministre de la Guerre (° 14 août 1775)